# Barcs
Barcs (deutsch Bartsch, älter auch Draustadt, kroatisch Barča) ist eine Stadt im Südwesten Ungarns, an der kroatisch-ungarischen Grenze, an der Drau gelegen, die ab hier, nach anderen Angaben ab Zagiotschau, schiffbar ist. 1979 wurden Barcs die Stadtrechte verliehen. In der Stadt leben etwa 11.500 Menschen.

## Sport
Die Fußballmannschaft des Barcsi SC spielt ab 2007/08 in der Nemzeti Bajnokság II, der 2. Liga Ungarns.

## Städtepartnerschaft
- Odorheiu Secuiesc, Rumänien
- Sinsheim, Deutschland
- Virovitica, Kroatien
- Želiezovce, Slowakei
- Knittelfeld, Österreich seit 2005

## Persönlichkeiten
- Leo Weisz (* 1886 in Barcs; † 1966 in Zürich), Wirtschaftswissenschaftler und Historiker

## Weblink
- Offizielle Website (ungarisch)